# Fe (Artemis Fowl)
 For alternative betydninger, se Fe. (Se også artikler, som begynder med Fe)
Fe er navnet på en række fiktive væsner i fantasyserien Artemis Fowl af den irske forfatter Eoin Colfer. De er normalt er mindre end mennesker og har en eller anden for magiske egenskab. Gennemsnitshøjden på en fe er præcis 1 m og 1 cm. Alle feer har trukket sig tilbage og lever nu under jorden, for at slippe bort fra menneskeracen og deres ødelæggelser. Den underjordiske civilisation er centret om hovedstaden Haven.
Feernes folkefærd kaldes Folket, og de lever efter Bogen. Der findes otte anerkendte familier af feer; elvere, dværge, pixie, gnomer, gremliner, gobliner, feer og dæmoner. Kentaurer nævnes også flere gange, samt trolde og enhjørninge, der dog er blevet udryddet.
En række af hovedpersonerne i serien hører til blandt feerne, heriblandt Holly Short (fe) og Smulder Muldwerfer (dværg).